# Brømsundholmen
Brømsundholmen est une île norvégienne du comté de Hordaland appartenant administrativement à Bømlo.

## Description
Rocheuse et désertique, elle s'étend sur environ 212 m de longueur pour une largeur approximative de 126 m. 